# 二人三足 (電影)
《二人三足》為於2002年上映的香港劇情片，導演為趙崇基，張家輝和朱茵等主演，編劇阮繼志根據他自己的真實經歷改編。

## 劇情大綱
阮繼志於1989年獲得金像獎最佳編劇後，事業上春風得意，卻不幸遇上車禍，在醫院昏迷多日。護士Cindy很同情和關心因車禍而致殘的阮繼志，甚至利用業餘時間接載他出門，幫助他抄寫劇本。志之女友雯雯見到Cindy對志的關懷和幫助，主動離開了志，並勸勉Cindy與志發展感情。雖然有好友黃炳耀（Barry）的幫助，但志的事業還是遇到阻滯，後Barry更因心臟病而突然離世。在志悲傷失意之時，Cindy一直陪伴在旁，默默付出，二人終成患難夫妻，共同走過人生的崎嶇道路。

## 主要演員
- 張家輝 飾 阮繼志
- 朱茵 飾 Cindy(鄭艷春)
- 車婉婉 飾 雯雯
- 劉錫賢 飾 Barry(即香港著名編劇黃炳耀)
- 羅蘭 飾 阮母
- 吳浣儀 飾 Cindy母親
- 潘芳芳 飾 華女
- 傅楚卉 飾 護士
- 董瑋 飾 動作導演 dee哥 (客串)